# Иванка Христова Ботева
Иванка Христова Ботева е дъщеря на легендарния поет-революционер Христо Ботев и неговата съпруга Венета Ботева. Кръстена е на майката на поета Иванка Ботева.
През 1890 г. е построен първият паметник на Христо Ботев във Враца. На откриването дошли много хора, а сред тях и Ботевите четници, министри, княз Фердинанд.
За баща си говорила 14-годишната Иванка. Интересно е, че тя не споменала княза в обръщението си.
В Женева е членка на анархистичния Македонски таен революционен комитет около Михаил Герджиков и Петър Манджуков.
На 8 януари 1906 г. сключва брак със Стоян Христов. През септември същата година пристигат в София, където Иванка, заедно с историка Иван Клинчаров, издирва, събира и работи по издаването на пълно събрание на творбите на баща си.  На 7 ноември умира в София след кратко боледуване, бременна в четвъртия месец, при неизяснена докрай диагноза – гнойна ангина, синя пъпка или сепсис.

## Галерия
- Тук са погребани Иванка и Венета Ботеви – парк Дружба, В.Търново
- Горната част от паметника на Иванка Ботева
- Средната част от паметника на Иванка Ботева
- Долната част от паметника на Иванка Ботева